# Ларионова, Ольга Николаевна
О́льга Никола́евна Ларио́нова (настоящая фамилия — Тидема́н; 16 марта 1935, Ленинград, СССР — 8 октября 2023) — советская и российская писательница в жанре научной фантастики.

## Биография
Окончила школу в Ленинграде, физический факультет Ленинградского университета, работала инженером в ЦНИИ металлургии и сварки.
Первое произведение (рассказ «Киска») опубликовано в 1964 году. В следующем году появилось первое крупное произведение, которое принесло автору известность, — роман «Леопард с вершины Килиманджаро». Его сюжет заключается в том, что «непредусмотренный эффект приводит к тому, что на Землю возвращается звездолёт, несущий на борту записи о датах смертей всех живущих на Земле. Люди оказываются перед испытанием, требующим от них нравственной высоты и духовной стойкости». С 1967 года Ларионова — профессиональный писатель.
В 1971 году вышел авторский сборник «Остров мужества», включавший в себя плоды нескольких лет творчества; предисловие к нему написал сам Иван Ефремов. Затем вплоть до начала 1980-х годов писательница публиковалась только в журналах. В 1981 году в Лениздате опубликован второй авторский сборник Ларионовой «Сказка королей» (предисловие к нему написал лётчик-космонавт Георгий Гречко), а в 1983-м в «Молодой гвардии» — сборник «Знаки Зодиака».
В 1985 году вышла повесть «Соната моря». В 1987 году за это произведение Ларионовой была вручена премия «Аэлита», присуждаемая за лучшую книгу года. Полностью трилогия, включающая в себя повесть «Соната моря» и озаглавленная «Лабиринт для троглодитов», напечатана в 1991 году. В том же году опубликован сборник «Формула контакта».
После «Сонаты моря» Ларионова начала писать «космическую оперу» — повесть «Чакра Кентавра». Эта книга, сочетающая в себе антураж «космической оперы», «высокого» фэнтези и традиционной советской космической научной фантастики, изначально задумывалась как литературная шутка или пародия. В 1996 году появилось продолжение — «Делла-Уэлла». В дальнейшем эти две повести были объединены в роман «Венценосный Крэг».
Как отмечал В. А. Ларионов: «Уже с середины шестидесятых Ларионова становится заметной фигурой в советской научной фантастике. Её произведения отличаются стремительным сюжетом, вещественной достоверностью вымысла и живым изложением. Она виртуозно работает со словом, умело сочетая в своих вещах мягкую гуманитарную фантастику с элементами остросюжетной твёрдой НФ. Визитная карточка Ольги Ларионовой — яркая эмоциональная окрашенность прозы и глубокий психологизм произведений, подкреплённые добротной научной основой».
Премии
- Премия «Аэлита», 1987 — за повесть «Соната моря» (1985)
- Премия «Странник», 2001 // Паладин фантастики
- Премия Петербургской фантастической ассамблеи (2015)[3]
- Литературная премия им. И. А. Ефремова (2017)[3]

### Книги
- Знаки зодиака (1983). Рассказы
- Лабиринт для троглодитов (1991). Трилогия
- Остров мужества (1971). Роман, повесть, рассказы
- Сказка королей (1981). Повести, рассказы
- Соната моря (1985). Повесть
- Формула контакта (1991). Сборник
- Чакра кентавра (1988). Сборник
- Чакра кентавра (1989). Сборник

### Серии
Венценосный Крэг
1. Чакра Кентавра [= Звёздочка-во-лбу] (1988)
2. Делла-Уэлла (1996)
3. Евангелие от Крэга (1998)
4. Лунный нетопырь (2005)

Лабиринт для троглодитов
1. Соната моря (1985)
2. Клетчатый тапир (1989)
3. Лабиринт для троглодитов (1991)

Знаки зодиака
1. Сказка королей (1976)
2. Солнце входит в знак Близнецов [= Страницы альбома] (1979)
3. Соната ужа (1979)
4. Солнце входит в знак Девы (1981)
5. Солнце входит в знак Водолея (1981)
6. Соната звёзд. Аллегро (1981)
7. Соната звёзд. Анданте (1981)
8. Сотворение миров (1983)
9. Перун (1990)

### Отдельные романы
- Леопард с вершины Килиманджаро[укр.] (1965)

### Повести и рассказы
- Вахта «Арамиса» (1966)
- Вернись за своим Стором [= Перебежчик] (1967)
- Выбор (1979)
- Где королевская охота (1977)
- Двойная фамилия (1972)
- Делла-Уэлла (1996)
- Декапарсек [ТиН, 3] (1982)
- Дотянуть до океана (1977)
- Картель (1981)
- Киска (1964)
- Клетчатый тапир (1989)
- Кольцо Фэрнсуортов (1976)
- Короткий деловой визит (1990)
- Лабиринт для троглодитов (1991)
- Лгать до полуночи (1991)
- Летающие кочевники (1968)
- Ломаный грошъ (1986)
- На этом самом месте (1967)
- Не кричи: люди! (2001)
- Ненастоящему (1981)
- Обвинение (1969)
- Остров мужества (1968)
- Перун (1990)
- Планета туманов (1967)
- Планета, которая ничего не может дать (1967)
- Подсадная утка (1976)
- Поздравление (1979)
- Пока ты работала [= Ромашка] (1965)
- Развод по-марсиански (1967)
- Сказка королей (1976)
- Солнце входит в знак Близнецов [= Страницы альбома] (1979)
- Солнце входит в знак Водолея (1981)
- Солнце входит в знак Девы (1981)
- Сон в летний день (1988)
- Соната звёзд. Аллегро (1981)
- Соната звёзд. Анданте (1981)
- Соната моря (1985)
- Соната ужа (1979)
- Сотворение миров (1983)
- Утеряно в будущем (1966)
- У моря, где край земли (1968)
- Формула контакта [= Сказание о Райгардасе] (1991)
- «Щелкунчик» (1978)
- Чакра Кентавра [= Звёздочка-во-лбу] (1988)
- Чёрная вода у лесопилки (1976)
- Эта чертова метелка (1969)

## Цитаты
- Литературные произведения пишутся, чтобы оказать какое-то воздействие на читателя. Человек устроен, к сожалению, так, что трагический исход действует на него сильнее, более результативен в воспитательном плане.
- Фантастику же, в силу её малочисленности у нас, легко держать под контролем: она вся на виду. И контроль этот с давних пор имеет необъяснимо жёсткий характер: даже лучшие произведения современных авторов издаются лишь единожды — на долгие годы. (1989)[4]